# 破產管理署
破產管理署（英語：Official Receiver's Office，縮寫ORO。Official Receiver指破產管理署署長）是中華人民共和國香港特別行政區政府財經事務及庫務局轄下的部門，專責處理香港所有個人破產及公司強制清盤案件及相關監察工作。
破產管理署於1992年6月1日成立，接替當時註冊總署轄下的破產管理科。破產管理署署長一經法院頒布個人破產或公司強制清盤，即可根據《破產條例》出任受託人及根據《公司（清盤及雜項條文）條例》出任清盤人，處理個人破產及公司強制清盤事宜。

## 歷任首長
- 夏理德（1992年—1999年1月）
- 寶禮（1999年1月—8月）
  - 區敬樂（以副首席律師署理，1999年8月—2000年6月）[1]
- 區敬樂（2000年7月—2011年6月）
- 黃小雲（2011年6月—2017年2月）
- 麥錦羅（2017年2月—2025年3月30日）
- 周麗蓮（2025年3月31日—）

## 職責
破產管理署共有四個部，職能如下：
- 個案處理部：由破產管理職系人員擔任，負責資產變現、監察外間清盤人/受託人的操守，執行有關破產清盤事宜的法例。
- 法律事務部：由律政人員擔任，處理民事訴訟、提供內部法律諮詢、檢控破產清盤案中的違法人士、向法院申請向無力償債公司的董事發出取消董事資格令。
- 財務部：由庫務及會計職系人員擔當，負責調查破產清盤案的財務及會計事宜、按法定程序稽核帳目，以及管理破產、清盤案所涉及的款項，並把這些款項用作投資。
- 行政部：由行政主任、法定語文主任和文書職系人員擔當，負責提供一般行政服務，務使該署運作順利。

## 程序
一旦法院發出破產或清盤令，破產管理署署長即成為有關人士的臨時受託人或公司臨時清盤人。若資產不超過20萬港元，該署會向法院申請「簡易程序令」（Summary Procedure Order），成為受託人，或委聘一些香港律師或會計師擔任受託人。至於非循簡易程序審訊的個案，該署會舉行債權人及分擔人會議（適用於強制清盤案），以決定應委任誰為受託人或清盤人。
破產管理署署長按資產變現所得的款額、分發予債權人的資產數額，以及用作投資的款額，而收取費用。

## 外部連結
- 香港特別行政區政府 破產管理署 （页面存档备份，存于）

1. ↑  . www.info.gov.hk.   [2024-12-08].
2. ↑  . www.info.gov.hk.   [2025-03-07].